# Apostolska penitenciarija
Apostolska penitenciarija (latinsko Paenitentiaria apostilica) je sodišče Rimske kurije, na katerem se razsojajo zadeve vprašanja vesti (odveze, pokore, krepitve in kondonacije), hkrati pa je v imenu Svetega sedeža pristojna za notranjo pravno področje zakramentalnosti in nezakramentalnosti, tj. za vprašanje vesti in odpuščanja. 

## Pravne podlage
Sestavo, delovanje in pristojnosti cerkvenih sodišč na različnih stopnjah določajo in predpisujejo: Zakonik cerkvenega prava (Codex iuris canonici) iz leta 1983, v sedmi knjigi z naslovom Postopki (kanoni 1400–1752), dokument Dignitas connubii (Dostojanstvo zakona), za rimska sodišča pa tudi apostolska konstitucija papeža Janeza Pavla II. Pastor Bonus (1988) in drugi predpisi.

## Organiziranost
Sestavlja jo nekaj kardinalov, na čelu z t.i. vrhovnim penitenciarijem (paeniteniarius maior). Pomaga jim svet prelatov, v katerem so teologi in kanonisti. Uslužbenci te ustanove so duhovniki, ki se udeležujejo zasedanj in obravnavajo zaupane jim primere.

## Pristojnosti
Apostolska penitenciarija je pristojna za preklic večjih cerkvenih kazni in tudi za podeljevanje odpustkov.
Med drugim apostolska penitenciarija skrbi tudi, da imajo na škofijah zadostno število kanonikov penitenciarijev, s potrebnimi pooblastili.

## Vodstvo
Papež Frančišek je februarja 2023 na položaj velikega penitenciarija imenoval nadškofa Manuela Monteira de Castra, dosedanjega tajnika Kongregacije za škofe, ki je na tej funkciji nasledil kardinala Fortunata Baldellija. Ta je naloge velikega penitenciarija opravljal od leta 2009, sedaj pa se je funkciji odpovedal zaradi starosti.

## Delovanje
Apostolska konstitucija Pastor Bonus papeža Janeza Pavla II. omenja tudi Apostolsko penitenciarijo (čl. 117-120), vendar je med njo in drugimi sodišči Rimske kurije in Penitenciarijo velika razlika. 
Na Penitenciarijo se verniki obračajo zato, da bi prejeli milost. To sodišče ne zbira dokazov, prav tako tudi ne omogoča obrambe, kot je to na drugih sodiščih v sodnih postopkih. Peniteciarija je namreč pristojna za notranje cerkveno zakramentalno in nezakramentalno področje, 
za odnose, ki se dogajajo med Bogom in grešnikom. V zvezi s tem penitenciarija podeljuje odveze od grehov in spreglede od kazni, prav tako 
tudi nalaga kazni in podeljuje druge milosti. 
Penitenciarija obravnava pet kaznivih dejanj: oskrunitev presvete 
evharistije, neposredno prelomitev spovedne molčečnosti, podelitev 
odveze soudeležencu pri grehu zoper šesto božjo zapoved, uporabo fizične sile proti papežu in 
posvetitev škofa brez papeževega naročila.
V tajnih primerih se lahko storilec obrne na Penitenciarijo, ki je pristojna, da kazen na notranjem 
področju spregleda. V kolikor pa gre za javno dejanje, je zanj pristojen Dikasterij za verski nauk.
Ker je notranje zakramentalno ali nezakramentalno področje izjemno občutljivo, se zahteva obravnava teh primerov v največji tajnosti.
Penitenciarija je leta 2002 vse krajevne škofe obvestila, da se v dopisih penitenciariji, kadar gre za primere vnaprej izrečenega izobčenja, pridržanega Apostolskemu sedežu, ne smejo uporabljati 
tehnična sredstva (telefaks, internet, telefon ali elektronska pošta), ampak le poštno pošiljko z zaprto kuverto.